# Antoine François Andréossy
Antoine François, Conde de Andréossy (Castelnaudary, 6 de marzo de 1761 – Montauban, 10 de septiembre de 1828), fue un General del Imperio francés, hidrógrafo y diplomático.
Es bisnieto del ingeniero François Andréossy colaborador de Pierre-Paul Riquet en la construcción del Canal du Midi, e impugnó la paternidad de dicha obra en beneficio de su antepasado en su Histoire du Canal du Midi, publicada en 1800, a la cual contestó Jacques Faget de Baure con su  Histoire du Canal de Languedoc (1805).

## Carrera
- Realiza sus estudios en el Colegio Real de Sorèze.
- École d'Application de l'Artillerie et du Génie de Metz. Se gradúa como Mayor de su promoción en 1781, con el grado de Teniente de Artillería.
- Ingresa en el Regimiento de Auxonne.
- Participa en 1787 en la Guerra de Holanda, donde es tomado prisionero.
- Es nombrado Capitán de Artillería el 15 de mayo de 1788.
- Está en Metz en 1790, y se pronuncia violentamente en contra de los movimientos anarquistas.
- En 1794 es nombrado en el Ejército del Rin; después pasa al Ejército de Italia, donde se encuentra con  Napoleón Bonaparte el 28 de octubre de 1794, y le entrega un estudio sobre el tiro de los proyectiles vacíos.
- Es nombrado jefe del batallón de Artillería el 27 de marzo de 1795, en el Ejército de los Alpes, bajo el mando de Kellermann.
- Es nombrado Director-general de Puentes del Ejército de Italia, hasta 1797.
- Es nombrado Jefe de Brigada el 6 de diciembre de 1796.
- Llama la atención de Napoleón Bonaparte después del 17 de marzo de 1797, durante la Batalla de Tagliamento, que lo manda en diciembre de 1797, junto con Joubert, a París, para presentar al Directorio las banderas tomadas al enemigo.
- Es nombrado General de Brigada el 16 de abril de 1798, y mandado a Egipto para dirigir los equipamientos de puentes.
- El 1 de agosto de 1798 es miembro de la primera promoción de nuevo Instituto de Egipto, en la sección de matemáticas, donde está también Napoleón Bonaparte.
- En agosto de 1800 se le entrega el mando de la plaza de Maguncia; posteriormente, actúa en funciones de Jefe del estado mayor del Ejército galo-bátavo.
- Después de la firma de la paz de Amiens, el 27 de marzo de 1802, es nombrado embajador de Francia en Londres.
- En noviembre de 1806 es nombrado Embajador de Francia en Viena, reemplazando al conde Alexandre François de La Rochefoucauld. Hace todo lo posible para evitar la ruptura de las relaciones con el gobierno austriaco.
- El 10 de mayo de 1809 Napoleón Bonaparte lo nombra Prefecto-Gobernador de Viena, por medio de un decreto firmado en el Palacio Kaunitz. Tiene como ayudante y comandante de plaza al general Razoult.
- El 28 de mayo de 1812 vuelve a ser embajador, en Constantinopla, función que desarrollará con éxito hasta la caída del Imperio. Logró alejar a Turquía de la coalición. Es reemplazado el 13 de agosto de 1814 por el marqués de Rivière.

## Su familia
- El 15 de septiembre de 1810, se casa con Marie Stéphanie de Faÿ de la Tour-Maubourg, hija de Charles César de Fay de La Tour-Maubourg, y tuvo un hijo, Etienne Auguste (1811–1835).

## Distinciones
- El 14 de agosto de 1809: Grand Águila de la Legión de Honor.
- 1809: Grand Canciller de la Orden de los Tres Toisones de Oro.
- Es parte de la Lista de los Oficiales cuyo nombre está grabado en el Arco de triunfo(Pilar Sur).
- Elegido como miembro libre de la Academia de Ciencias de Francia en 1824.

## Publicaciones
A lo largo de toda su vida, el general d’Andréossy publicó varios libros, entre los cuales: 
- Relation de la campagne sur le Mein et le Reichutz, de l’Armée Gallo-Batave, sous les ordres du General Augerban, en 1827.
- De la Direction Générale des Subsistances Miliatires sous le Ministère de M.le Maréchal de Bellune.
- Mémoires sur ce qui concerne les Marchés Ouvrard.
- Mémoire sur les Dépressions de la surface du Globe.
- Histoire du Canal du Midi, en 1800; en 1804 apareció una segunda edición revisada y ampliada (comenzó una tercera edición todavía más ampliada, pero nunca la concluyó).
- Constantinople et le Bosphore de Thrace, en 1828.
- Opérations des Pontonniers Français en Italie pendant les Campagnes de 1795 a 1797, publicado en 1843.
- Description de la route de Kostanizza à Constantinople, d'après les observations faites par l'ambassade du général comte Andréossy, 1812.
- Voyage à l’Embouchure de la Mer Noire (en octavo), París, 1818.